# Кузьминка (приток Чети)
Кузьминка — река в Кемеровской области и Красноярском крае России. Устье реки находится в 362 км от устья по левому берегу реки Четь. Длина реки — 70 км, площадь бассейна — 324 км².
В 38 км от устья по правому берегу впадает река Малая Кузьминка.

## Данные водного реестра
По данным государственного водного реестра России относится к Верхнеобскому бассейновому округу, водохозяйственный участок реки — Чулым от г. Ачинск до водомерного поста села Зырянское, речной подбассейн реки — Чулым. Речной бассейн реки — (Верхняя) Обь до впадения Иртыша.
Код водного объекта — 13010400212115200019542.